# Sergej Volkonski
Sergej Grigorjevitsj Volkonski (Russisch: Сергей Григорьевич Волконский) (Sint-Petersburg, 8 december 1788 – Voronki, 28 november 1865) was een Russisch vorst, dekabrist en voorvechter van de afschaffing van de lijfeigenschap.

## Leven

### Generaal, 1812
Vorst Volkonski stamde uit een van de meest vooraanstaande adellijke families van Sint-Petersburg. Hij kreeg een militaire opleiding en nam als generaal deel aan de oorlog tegen Napoleon in 1812. Als generaal werd hij tijdens deze oorlog getroffen door het patriottisme en de vechtlust van de boeren, waardoor hij zich na 1812 op het standpunt stelde, dat ook boeren burgerrechten verdienden en dat de lijfeigenschap moest worden afgeschaft. Hij was echter teleurgesteld in de weinige hervormingen die tsaar Alexander I wilde doorvoeren.

### Dekabrist
Volkonski sloot zich aan bij de dekabristen, die streden voor democratisering en afschaffing van de lijfeigenschap, en werd bevriend met hun leider Pavel Pestel. Op 26 december 1826 nam hij na de aantreding van tsaar Nicolaas I (met wie hij als kind nog gespeeld had) actief deel aan de decembristenopstand. De opstand mislukte, mede door een gebrek aan doortastendheid, en vijf van de belangrijkste leiders (onder wie Pestel) werden opgehangen. Volkonski ontkwam aan de doodstraf, wellicht door zijn oude banden met het hof, maar verloor wel al zijn rechten en werd verbannen naar Siberië. Zijn vrouw Maria reisde hem (hun zoontje achterlatend bij haar zus) spoedig achterna.

### Verbanning, leven met de boeren
De daaropvolgende negenentwintig jaar leefden de Volkonski's in Nertsjinsk en Oerik (vanaf 1844 mocht hij zich ook in Irkoetsk vestigen, hetgeen zijn vrouw deed, maar zelf was hij er zelden). Volkonski bekeerde zich helemaal tot het boerenleven. Hij kleedde zich als een boer, liet zijn baard staan en bracht het grootste deel van zijn tijd door op het land of pratend met de boeren op het plaatselijke marktplaatsje.
De Volkonski’s, zowel Segej als Maria, deden veel goed ontwikkelingsachtig werk in Siberië. Waar Maria onder meer scholen, weeshuizen en een ziekenhuis stichtte, deed Sergej veel voor de ontwikkeling van de landbouw en werd als het ware een soort landbouwinstituut in zijn eentje. Hij liet theoretische boeken en zaad van nieuwe landbouwrassen sturen uit het Europese Rusland en deelde zijn kennis met andere boeren, die van heinde en ver kwamen voor advies. De boeren leken oprecht respect te hebben voor Volkonski, die ze de ‘boerenprins’ noemden.

### Gratie

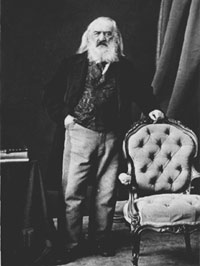
Sergej Volkonski, foto Levitski, 1861

Nadat tsaar Nicolaas I in 1855 stierf, verleende zijn opvolger Alexander II de dekabristen gratie. Van de 121 verbannen dekabristen waren er toen nog 50 in leven, onder wie Volkonski. Volkonski, die vasthield aan zijn boerenlevensstijl, was aan het einde van zijn leven niettemin een veelgeziene gast in de salons van Moskou, waar hij als een soort christusfiguur werd geadoreerd door jonge studenten. Een van die jongemannen was zijn verre neef Lev Tolstoj. Volkonski had grote invloed op Tolstoj, met name op diens latere christelijke ideeën en uiteindelijke keuze om ook als boer te gaan leven. Volkonski stond model voor de figuur van Andrej Bolskonski in zijn roman Oorlog en vrede.

### Einde van zijn leven
Toen Volkonski in 1861 het nieuws vernam over de afschaffing van de lijfeigenschap, noemde hij dat “het gelukkigste moment in mijn leven”. Volkonski overleed in 1865, twee jaar na Maria. Zijn gezondheid, die zoveel te lijden had gehad van zijn ballingsjaren, was door haar dood nog zwakker geworden. In de laatste maanden van zijn leven schreef hij nog zijn memoires, overigens pas gepubliceerd in 1903. Een laatste zin uit zijn memoires is: “De weg die ik koos voerde mij naar Siberië, naar dertig jaar verbanning uit mijn thuisland, maar mijn overtuiging is nooit veranderd en als ik het opnieuw moest doen, zou ik het precies zo doen”.